# Le Destin de Monique
Le Destin de Monique (aussi connu sous le titre Une saga génétique) est un album de bande dessinée de Claire Bretécher paru en 1983.
L'album a été traduit en allemand, anglais, catalan, danois, espagnol et suédois.

## Synopsis
Alors que Brigitte Lemercier décroche enfin un premier grand rôle, elle tombe enceinte. Elle cherche alors une mère porteuse. Divers rebondissements vont influer sur le destin du fœtus.

## Personnages principaux
- Brigitte Lemercier : une actrice de 38 ans.
- Candida : sa femme de ménage portugaise.
- Théo : l'agent de Brigitte, père de son futur enfant.
- Victoria : la fille de Candida.
- Professeur Bellœuf : le responsable du service de transfert fœtal du CHU Julio Iglesias.
- Mathilde : l'assistante du Professeur Bellœuf.
- Édouard : l'ancien amant de Mathilde, auteur de manipulations génétiques inquiétantes.
- Monique : une employée du service des expéditions du CHU.
- Dédé : le frère de Monique, vivant avec ses parents près de Sucé-sur-Erdre en région nantaise, féru d'agriculture moderne.
- M. et Mme Radigois : les parents de Monique et Dédé, agriculteurs à l'ancienne (surtout le père, qui est en outre un « vieil alcoolo »).

## Publication
L'album paraît chez l'auteur en 1983. Il est réédité en 1988 et 1998. Les éditions Dargaud le reprennent en 2006, en couleurs, sous le titre Une saga génétique.

### Traductions
- (da) Monika : et rugebarns skæbne (trad. Nils Ufer), Informations Forlag, 1985.  (ISBN 8775140306)
- (de) Monika, das Wunschkind (trad. Rita Lutrand et Wolfgang Mönninghoff), Rowohlt, 1985.  (ISBN 3498004905)
- (sv) Älskade provrörsbarn (trad. Britta Gröndahl), Hammarström & Åberg, 1986.  (ISBN 9176380548)
- (en) Where's my baby now? (trad. Angela Mason et Pat Fogarty), Methuen, 1987.  (ISBN 0413171205)
- (ca) El Destí de la Mònica (trad. Anna Maria Palé et Sònia Niño), Beta Editorial, 1998.  (ISBN 8470913743)
- (es) El destino de Mónica (trad. Anna Maria Palé), Beta Editorial, 1998.  (ISBN 8470913751)
  - Réédition couleur sous le titre Una saga genética : el destino de Mónica, Norma Editorial, 2007.  (ISBN 9788498470376)

## Documentation
- (en) Nhu-Hoa Nguyen, « The Rhetoric of Parody in Claire Bretécher’s Le Destin de Monique », International Journal of Comic Art, vol. 3, no 2,‎ 2001, p. 162-174.